# Kuljani
Kuljani är ett samhälle i Bosnien och Hercegovina.   Det ligger i entiteten Republika Srpska, i den nordvästra delen av landet, 140 km nordväst om huvudstaden Sarajevo. Kuljani ligger 163 meter över havet och antalet invånare är 3 742.
Terrängen runt Kuljani är platt åt nordost, men åt sydväst är den kuperad.Runt Kuljani är det ganska tätbefolkat, med 67 invånare per kvadratkilometer.. Närmaste större samhälle är Banja Luka, 7,8 km söder om Kuljani. 
Runt Kuljani är det i huvudsak tätbebyggt.